# Trescore Cremasco
Trescore Cremasco is een gemeente in de Italiaanse provincie Cremona (regio Lombardije) en telt 2476 inwoners (31-12-2004). De oppervlakte bedraagt 5,9 km², de bevolkingsdichtheid is 475 inwoners per km².

## Demografie
Trescore Cremasco telt ongeveer 991 huishoudens. Het aantal inwoners steeg in de periode 1991-2001 met 12,1% volgens cijfers uit de tienjaarlijkse volkstellingen van ISTAT.
| Jaar | Inwoneraantal |
| ---- | ------------- |
| 1991 | 2117          |
| 2001 | 2374          |

## Geografie
Trescore Cremasco grenst aan de volgende gemeenten: Bagnolo Cremasco, Casaletto Vaprio, Crema, Cremosano, Palazzo Pignano, Quintano, Torlino Vimercati, Vaiano Cremasco.